# Wapen van de Republiek China

Het wapen van Taiwan

Het wapen van de Republiek China (traditioneel Chinees: 中華民國國徽; vereenvoudigd Chinees: 中华民国国徽; pinyin: Zhōnɡhuá Mínɡuó ɡuóhuī), ook Blauwe lucht met een witte zon genoemd (Chinees: 青天白日; pinyin: Qīng tīan bái rì), is sinds 1928 het nationale symbool van de Republiek China, die sinds 1949 alleen nog de controle heeft over Taiwan. Het wapen was daarvoor, en is nog steeds, met licht andere vormgeving het symbool van de Kwomintang.
Zoals de naam al aangeeft stelt het wapen een witte zon voor tegen een blauwe achtergrond. De zon heeft 12 zonnestralen die de 12 maanden van het jaar en de 12 traditionele Chinese uren uitbeelden; elke straal is in twee gedeeld, zodat er in totaal 24 halve stralen zijn: de 24 westerse uren. Dit symboliseert de eenheid van Chinese traditie en westers denken. Het wapen werd oorspronkelijk ontworpen door Lu Hao-tung, een martelaar van de Xinhai-revolutie. Hij onthulde zijn ontwerp op 21 februari 1895 tijdens de inauguratie van de Hsing Chung Hui. Tijdens de Wuchangopstand werd het wapen gebruikt als symbool door de provincies Guangdong, Guangxi, Yunnan, en Guizhou. Sinds 1928 is de blauwe lucht met een witte zon het nationale wapen van de Republiek China. Het wapen wordt sindsdien ook gebruikt in de vlag van de Republiek China.
Afghanistan · Armenië · Azerbeidzjan · Bahrein · Bangladesh · Bhutan · Brunei · Cambodja · China: Volksrepubliek / Republiek (Taiwan) · Cyprus · Filipijnen · Georgië · India · Indonesië · Irak · Iran · Israël · Japan · Jemen · Jordanië · Kazachstan · Kirgizië · Koeweit · Laos · Libanon · Malediven · Maleisië · Mongolië · Myanmar · Nepal · Noord-Korea · Oezbekistan · Oman · Oost-Timor · Pakistan · Palestina · Qatar · Rusland · Saoedi-Arabië · Singapore · Sri Lanka · Syrië · Tadzjikistan · Thailand · Turkmenistan · Turkije · Verenigde Arabische Emiraten · Vietnam · Zuid-Korea

Afhankelijke gebieden: Hongkong · Macau

Betwiste gebieden: Noord-Cyprus